# Romanència magnètica

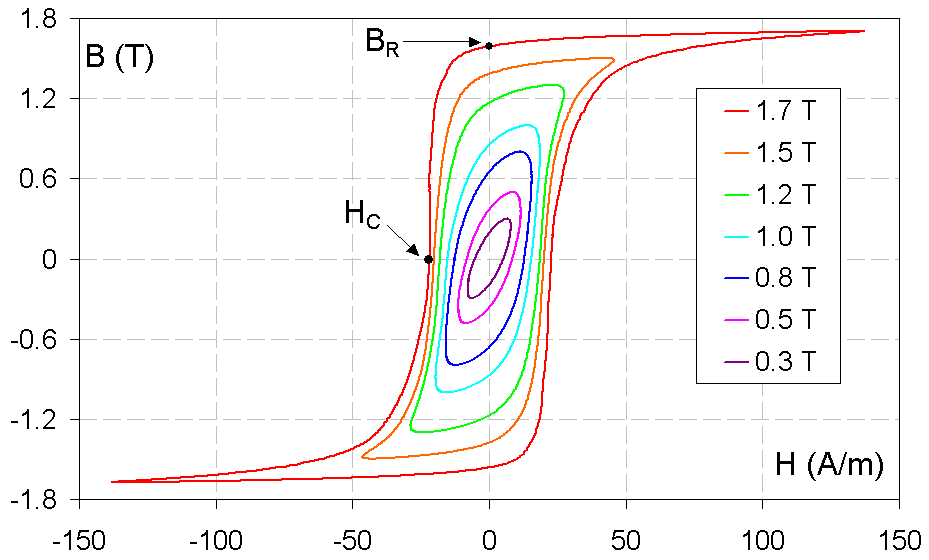
Família de corbes d'histèresi d'un material ferromagnètic, acer elèctric estàndard de gra o cristall orientat (B_{R} indica la romanència i H_{C} és la coercitivitat.

La romanència magnètica és la magnetització que resta a un material quan desapareix el camp magnètic al qual ha estat sotmès. En forma d'equació s'expressa com:
{\displaystyle M_{r}}
En enginyeria sovint s'assumeix que la magnetització M és un sinònim de la densitat de camp magnètic B, i la romanència magnètica es representa com {\displaystyle B_{R}}.
La romanència magnètica seria el punt de la corba d'histèresi que talla l'eix vertical (que representa el camp magnètic).
La romanència té aplicacions en:
- Geologia: en relació al palemagnetisme
- Enginyeria informàtica: amb relació a l'emmagatzemament de dades i la seva recuperació després d'ésser esborrades
- Física: en relació al magnetisme

El valor de la romanència magnètica és un dels paràmetres més importants dels imants permanents.